# Европско првенство у атлетици на отвореном 2016 — 110 метара препоне за мушкарце
Такмичење у трци на 110 метара са препонама у мушкој конкуренцији на Европском првенству у атлетици 2016. у Амстердаму одржано је 8. и 9. јула на Олимпијском стадиону.
Титулу освојену у Цириху 2014, није бранио Сергеј Шубенков из Русије, због колективне суспензије свих руских атлетичара са међународних такмичења на неодређено време.

## Земље учеснице
Учествовао је 31 такмичар из 17 земаља.
1. Грчка (1)
2. Данска (1)
3. Ирска (1)
4. Италија (3)
5. Кипар (1)
6. Мађарска (2)
7. Немачка (3)
8. Норвешка (1)
9. Пољска (2)
10. Србија (1)
11. Уједињено Краљевство (3)
12. Украјина (2)
13. Финска (1)
14. Француска (3)
15. Холандија (1)
16. Швајцарска (2)
17. Шпанија (3)

## Рекорди
| Рекорди пре почетка Европског првенства 2016. | Рекорди пре почетка Европског првенства 2016. | Рекорди пре почетка Европског првенства 2016. | Рекорди пре почетка Европског првенства 2016. | Рекорди пре почетка Европског првенства 2016. |
| --------------------------------------------- | --------------------------------------------- | --------------------------------------------- | --------------------------------------------- | --------------------------------------------- |
| Светски рекорд                                | Аријес Мерит Сједињене Државе                 | 12,80                                         | Брисел, Белгија                               | 7. септембар 2012.                            |
| Европски рекорд                               | Колин Џексон Велика Британија                 | 12,91                                         | Штутгарт, Немачка                             | 20. август 1993.                              |
| Рекорди Европских првенстава                  | Колин Џексон Велика Британија                 | 13,02                                         | Будимпешта, Мађарска                          | 22. август 1998.                              |
| Светски рекорд сезоне                         | Омар Маклауд Јамајка                          | 12,98                                         | Шангај, Кина                                  | 11. мај 2016.                                 |
| Европски рекорд сезоне                        | Орландо Ортега Шпанија                        | 13,12                                         | Доха, Катар                                   | 6. мај 2016.                                  |

### Најбољи европски резултати у 2016. години
Десет најбољих европских тркача на 110 метара са препонама 2016. године до почетка такмичења (8. јуна 2016), имали су следећи пласман на европској и светској ранг листи. (СРЛ)
| 1.  | Орландо Ортега        | Шпанија          | 13,12 НР  | 6. мај  | 4. СРЛ   |
| 2.  | Паскал Мартино-Лагард | Француска        | 13,29     | 18. јул | 10. СРЛ, |
| 3.  | Димири Баску          | Француска        | 13,31     | 2. јун  | 11. СРЛ  |
| 4.  | Andrew Pozzi          | Велика Британија | 13,32     | 22. мај | =12. СРЛ |
| 5.  | Александер Јохн       | Немачка          | 13,35     | 6. јун  | =16. СРЛ |
| 6.  | Милан Ристић          | Србија           | 13,37, НР | 6. јун  | =19. СРЛ |
| 7.  | Грегор Трабер         | Немачка          | 13,37     | 23. јун | =19. СРЛ |
| 8.  | Костадинос Дувалидис  | Грчка            | 13,38     | 23. мај | =21. СРЛ |
| 9.  | Лоренс Кларк          | Велика Британија | 13,39     | 6. јун  | 23. СРЛ  |
| 10. | Дејвид Кинг           | Велика Британија | 13,40     | 6. јун  | =24. СРЛ |

Такмичари чија су имена подебљана учествују на ЕП.

## Квалификациона норма
| 13,90 |

## Сатница
| Датум        | Време | Коло          |
| ------------ | ----- | ------------- |
| 8. јун 2016. | 12,55 | Квалификације |
| 9. јун 2016. | 19,15 | Полуфинале    |
| 9. јун 2016. | 21,30 | Финале        |

## Освајачи медаља
|                        |                     |                          |
| Димири Баску Француска | Балаж Баји Мађарска | Вилем Белосјан Француска |

## Резултати

### Квалификације
Према пропозицијама такмичења у квалификацијама не учествују тркачи који су  27.6.2016 били  на Европској ранг листи пласирани до 12 места, него се директно пласирају у полуфинале. ж
У квалификацијама су учествовало 20 такмичара подељених у 3 групе. У полуфинале су се квалификовала прва 3 такмичара из сваке од групе (КВ) и 4 на основу постигнутог резултата (кв).,
Ветар:
Група 1: +0,3 м/с , Група 2: -0,5 м/с, Група 3: 0,0 м/с.
| Место | Група | Стаза | Атлетичар          | Земља                | ЛР    | ЛРС   | Резултат | Белешка  |
| ----- | ----- | ----- | ------------------ | -------------------- | ----- | ----- | -------- | -------- |
| 1.    | 1     | 3     | Милан Трајковић    | Кипар                | 13,55 | 13,35 | 13,39    | КВ, НР   |
| 2.    | 1     | 6     | Јидел Контрерас    | Шпанија              | 13,35 | 13,46 | 13,46    | КВ, =ЛРС |
| 3.    | 3     | 5     | Дејвид Кинг        | Уједињено Краљевство | 13,54 | 13,54 | 13,55    | КВ       |
| 4.    | 2     | 8     | Емануеле Абате     | Италија              | 13,28 | 13,73 | 13,63    | КВ, ЛРС  |
| 5.    | 1     | 8     | Андреас Мартинсен  | Данска               | 13,55 | 13,74 | 13,65    | КВ, ЛРС  |
| 6.    | 3     | 3     | Лоренцо Перини     | Италија              | 13,67 | 13,67 | 13,68    | КВ       |
| 7.    | 1     | 2     | Асане Фофана       | Италија              | 13,55 | 13,62 | 13,71    | кв       |
| 8.    | 1     | 7     | Елмо Лака          | Финска               | 13,76 | 13,76 | 13,72    | кв, ЛР   |
| 9.    | 1     | 5     | Сергеј Копанајко   | Украјина             | 13,77 | 13,87 | 13,75    | кв, ЛР   |
| 10.   | 2     | 4     | Матијас Бихлер     | Немачка              | 13,34 | 13,44 | 13,75    | КВ       |
| 11.   | 2     | 5     | Хавијер Коломо     | Шпанија              | 13,58 | 13,58 | 13,76    | КВ       |
| 11.   | 2     | 7     | Владимир Вукичевић | Норвешка             | 13,55 | 13,35 | 13,76    | кв       |
| 11.   | 3     | 6     | Валдо Сич          | Мађарска             | 13,71 | 13,71 | 13,76    | КВ       |
| 14.   | 1     | 4     | Бен Рејнолдс       | Ирска                | 13,48 | 13,89 | 13,87    | ЛРС      |
| 14.   | 2     | 3     | Доминик Бохенек    | Пољска               | 13,44 | 13,77 | 13,87    |          |
| 16.   | 3     | 4     | Грегор Седок       | Холандија            | 13,37 | 13,48 | 13,92    |          |
| 17.   | 3     | 7     | Брајан Пења        | Швајцарска           | 13,86 | 13,86 | 13,98    |          |
| 18.   | 2     | 2     | Тобијас Фурер      | Швајцарска           | 13,66 | 13,76 | 14,08    |          |
| 19.   | 3     | 2     | Герард Порас       | Шпанија              | 13:89 | 13,89 | 14,11    |          |
| 20.   | 2     | 6     | Артем Шаматрин     | Украјина             | 13,81 | 13,92 | 14,47    |          |

Подебљани лични рекорди су и национални рекорди земље коју такмичарка представља
Такмичари који су директно ушли у полуфинале
Према пропозиција ако међу првих 12 на ранг листи буде више такмичара из једне земље, могу учествовати само тројица.
| Место | Атлетичар             | Земља                | ЛР    | ЛРС   | ЕРЛ |
| ----- | --------------------- | -------------------- | ----- | ----- | --- |
| 1.    | Димитри Баску         | Француска            | 13,16 | 13,24 | 2.  |
| 2.    | Паскал Мартино-Лагард | Француска            | 12,95 | 13,29 | 3.  |
| 3.    | Вилем Белосјан        | Француска            | 13,28 | 13,30 | 4.  |
| 4.    | Andrew Pozzi          | Уједињено Краљевство | 13,31 | 13,31 | 5.  |
| 5.    | Орел Манга            | Француска            | 13,33 | 13,33 | 6.  |
| 6.    | Дамјан Чикјер         | Пољска               | 13,25 | 13,35 | 7.  |
| 7.    | Грегор Трабер         | Немачка              | 13,32 | 13,32 | 8.  |
| 8.    | Александер Јохн       | Немачка              | 13,35 | 13,38 | 9.  |
| 8.    | Костадинос Дувалидис  | Грчка                | 13,33 | 13,48 | 9.  |
| 10.   | Милан Ристић          | Србија               | 13,37 | 13,37 | 11. |
| 11.   | Балаж Баји            | Мађарска             | 13,29 | 13,41 | 12. |
| 12.   | Лоренс Кларк          | Уједињено Краљевство | 13,31 | 13,42 |     |

Подебљани лични рекорди су и национални рекорди земље коју такмичарка представља

### Полуфинале
У полуфиналу су биле 3 групе. За финале су се квалификовала по прва двојица из група (КВ) и двојица на основу постигнутог резултата (кв).
Ветар:
Група 1: -0,6 м/с , Група 2: -1,8 м/с, Група 3: -0,5 м/с.
| Место | Група | Стаза | Атлетичар            | Земља                | Резултат | Белешка |
| ----- | ----- | ----- | -------------------- | -------------------- | -------- | ------- |
| 1.    | 3     | 6     | Димитри Баску        | Француска            | 13,20    | КВ, ЛРС |
| 2.    | 2     | 7     | Вилем Белосјан       | Француска            | 13,28    | КВ, =ЛР |
| 3.    | 2     | 6     | Балаж Баји           | Мађарска             | 13,29    | КВ, =НР |
| 4.    | 1     | 7     | Andrew Pozzi         | Уједињено Краљевство | 13,31    | КВ, =ЛР |
| 5.    | 2     | 5     | Дамјан Чикјер        | Пољска               | 13.32    | кв, ЛР  |
| 6.    | 1     | 4     | Орел Манга           | Француска            | 13,36    | КВ      |
| 7.    | 1     | 5     | Милан Трајковић      | Кипар                | 13,40    | кв      |
| 8.    | 1     | 6     | Милан Ристић         | Србија               | 13,45    |         |
| 9.    | 3     | 8     | Јидел Контрерас      | Шпанија              | 13,47    | КВ      |
| 10.   | 3     | 5     | Лоренс Кларк         | Уједињено Краљевство | 13,47    |         |
| 11.   | 3     | 4     | Костадинос Дувалидис | Грчка                | 13,50    |         |
| 12.   | 3     | 9     | Асане Фофана         | Италија              | 13,52    | ЛР      |
| 13.   | 2     | 3     | Емануеле Абате       | Италија              | 13,54    | ЛРС     |
| 14.   | 2     | 9     | Владимир Вукичевић   | Норвешка             | 13,54    | НР      |
| 15.   | 2     | 8     | Дејвид Кинг          | Уједињено Краљевство | 13,54    | =ЛР     |
| 16.   | 2     | 4     | Александер Јохн      | Немачка              | 13,60    |         |
| 17.   | 1     | 9     | Матијас Бихлер       | Немачка              | 13,65    |         |
| 18.   | 3     | 7     | Грегор Трабер        | Немачка              | 13,66    |         |
| 19.   | 1     | 3     | Валдо Сич            | Мађарска             | 13,76    |         |
| 20.   | 1     | 2     | Лоренцо Перини       | Италија              | 13,79    |         |
| 21.   | 2     | 2     | Елмо Лака            | Финска               | 13,87    |         |
| 22.   | 1     | 8     | Хавијер Коломо       | Шпанија              | 13,88    |         |
| 23.   | 3     | 2     | Андреас Мартинсен    | Данска               | 13,89    |         |
| 24.   | 3     | 3     | Сергеј Копанајко     | Украјина             | 13,97    |         |

### Финале
Ветар:
0,0 м/с.
| Место | Стаза | Атлетичар       | Земља                | Резултат | Белешка |
| ----- | ----- | --------------- | -------------------- | -------- | ------- |
|       | 7     | Димитри Баску   | Француска            | 13,25    |         |
|       | 5     | Балаж Баји      | Мађарска             | 13,28    | НР      |
|       | 4     | Вилем Белосјан  | Француска            | 13,33    |         |
| 4.    | 2     | Дамјан Чикјер   | Пољска               | 13,40    |         |
| 5.    | 3     | Милан Трајковић | Кипар                | 13,44    |         |
| 6.    | 8     | Орел Манга      | Француска            | 13,47    |         |
| 7.    | 9     | Јидел Контрерас | Шпанија              | 13,54    |         |
|       | 6     | Andrew Pozzi    | Уједињено Краљевство | НС       |         |